# Kanigere, Alur
Kanigere là một làng thuộc tehsil Alur, huyện Hassan, bang Karnataka, Ấn Độ.